# Java (Nowy Jork)
Java – miasto w Stanach Zjednoczonych, w stanie Nowy Jork, w hrabstwie Wyoming.